# Roca Ripín
Der Roca Ripín ist ein vom Meer überspülter Klippenfelsen im Archipel der Südlichen Shetlandinseln. Er liegt nördlich des Chaos Reef in der English Strait vor der Westküste von Robert Island.
Chilenische Wissenschaftler benannten ihn. Namensgeberin ist die Tochter von José Duarte Villaroel, Kapitän des Forschungsschiffs Lautaro bei der 3. Chilenischen Antarktisexpedition (1948–1949).